# Coregonus pidschian
Coregonus pidschian és una espècie de peix de la família dels salmònids i de l'ordre dels salmoniformes.

## Morfologia
- Els mascles poden assolir 46 cm de llargària total.
- Nombre de vèrtebres: 58-63.[2][3]

## Reproducció
Realitza migracions fluvials de més de 1.200 km terra endins per fresar.

## Alimentació
Els adults mengen, principalment, mol·luscs, crustacis i larves de quironòmids.

## Distribució geogràfica
Es troba a l'Àrtida: des de Suècia i Finlàndia fins a l'extrem nord-est de Sibèria i Alaska. També n'hi ha poblacions a Polònia i els Alps.

## Longevitat
Viu fins als 14 anys.